# Formazioni di Voleybolun 1.Ligi turca di pallavolo femminile 2009-2010
Formazioni delle squadre di pallavolo partecipanti alla stagione 2009-2010 del Voleybol 1. Ligi turca.

## Ankaragücü
| N° | Nome                 | Ruolo | Data di nascita  | Nazionalità sportiva |
| -- | -------------------- | ----- | ---------------- | -------------------- |
| -  | Ali Oktay            | All   | -                | Turchia              |
| 1  | Alero Özel           | S     | 21 giugno 1984   | Bielorussia          |
| 2  | Sinem Yıldız         | C     | 12 aprile 1986   | Turchia              |
| 4  | Aslıhan Köyel        | L     | 6 gennaio 1981   | Turchia              |
| 6  | Mariana Diaconiţa    | S     | 19 agosto 1986   | Moldavia             |
| 7  | Antonina Kryvobogova | S/O   | 11 ottobre 1986  | Ucraina              |
| 8  | Nilay Konar          | C     | 30 agosto 1980   | Turchia              |
| 9  | Ezgi Kapdan          | P     | 3 gennaio 1985   | Turchia              |
| 10 | Merve Gülaç          | C     | 29 agosto 1987   | Turchia              |
| 11 | Banu Toktamış        | S     | 20 marzo 1980    | Turchia              |
| 12 | Eda Çankaya          | S     | 10 febbraio 1979 | Turchia              |
| 15 | Funda Bilgi          | L     | 4 aprile 1983    | Turchia              |
| 16 | Valentina Serena     | P     | 10 febbraio 1979 | Italia               |
| 17 | Zennibe Yıldız       | C     | 2 ottobre 1987   | Turchia              |
| 18 | Pelin Çelik          | P     | 23 maggio 1982   | Turchia              |

## Beylikdüzü
| N° | Nome            | Ruolo | Data di nascita  | Nazionalità sportiva |
| -- | --------------- | ----- | ---------------- | -------------------- |
| -  | Abdullah Saral  | All   | -                | Turchia              |
| 2  | Berna Sezer     | P     | 13 gennaio 1978  | Turchia              |
| 3  | Burcu Çay       | C     | 16 ottobre 1992  | Turchia              |
| 6  | Iryna Shvachka  | C     | 6 ottobre 1980   | Ucraina              |
| 7  | Gülşen Yeşildağ | L     | 12 giugno 1990   | Turchia              |
| 10 | Sena Sancak     | P     | 18 luglio 1995   | Germania             |
| 11 | Filiz Özgür     | S     | 22 maggio 1985   | Turchia              |
| 12 | Ayşe Aydın      | L     | 22 marzo 1986    | Turchia              |
| 15 | Mehtap Kamber   | S     | 1º gennaio 1985  | Turchia              |
| 16 | Nursel Şahin    | C     | 12 giugno 1972   | Turchia              |
| 17 | Ferda Bulut     | S     | 3 gennaio 1984   | Turchia              |
| 18 | Hilal Şentürk   | S     | 1º dicembre 1993 | Turchia              |

## Beşiktaş
| N° | Nome                | Ruolo | Data di nascita  | Nazionalità sportiva |
| -- | ------------------- | ----- | ---------------- | -------------------- |
| -  | Bülent Karslıoğlu   | All   | -                | Turchia              |
| 1  | Nilay Benli         | P     | 24 ottobre 1985  | Turchia              |
| 2  | Cansu Aydınoğulları | P     | 18 febbraio 1992 | Turchia              |
| 3  | Seda Uslu           | P     | 30 ottobre 1983  | Turchia              |
| 5  | Pınar Eren          | L     | 12 dicembre 1986 | Turchia              |
| 6  | Duygu Sipahioğlu    | C     | 31 ottobre 1979  | Turchia              |
| 7  | Yağmur Koçyiğit     | S     | 17 ottobre 1988  | Turchia              |
| 10 | Gizem Sancak        | S     | 14 dicembre 1990 | Turchia              |
| 11 | Sanja Popović       | S/O   | 31 maggio 1984   | Croazia              |
| 12 | Yeliz Askan         | O     | 13 agosto 1987   | Turchia              |
| 13 | Hilal Yabuz         | S/O   | 29 ottobre 1990  | Turchia              |
| 14 | Melis Gürkaynak     | C     | 20 aprile 1990   | Turchia              |
| 15 | Müge Şakar          | C     | 15 giugno 1981   | Turchia              |
| 16 | Jasna Majstorović   | S     | 23 aprile 1984   | Serbia               |
| 17 | Melis Şahin         | S     | 2 gennaio 1988   | Turchia              |
| -  | Tatiana dos Santos  | S/O   | 19 giugno 1978   | Brasile              |

## Eczacıbaşı
| N° | Nome               | Ruolo | Data di nascita  | Nazionalità sportiva |
| -- | ------------------ | ----- | ---------------- | -------------------- |
| -  | Giuseppe Cuccarini | All   | 29 marzo 1958    | Italia               |
| 1  | Sevinç Dalgıç      | L     | 12 gennaio 1981  | Turchia              |
| 2  | Gülden Kayalar     | L     | 5 dicembre 1980  | Turchia              |
| 3  | Neriman Özsoy      | S     | 13 luglio 1988   | Turchia              |
| 4  | Maja Ognjenović    | P     | 6 agosto 1984    | Serbia               |
| 5  | Gökçen Denkel      | C     | 2 agosto 1985    | Turchia              |
| 6  | Selin Uygur        | C     | 18 agosto 1992   | Turchia              |
| 7  | Natal'ja Beljaeva  | S     | 23 giugno 1975   | Turchia              |
| 8  | Elif Durmaz        | C     | 7 ottobre 1991   | Turchia              |
| 9  | Büşra Cansu        | S     | 16 luglio 1990   | Turchia              |
| 10 | Marija Borodakova  | C     | 8 marzo 1986     | Russia               |
| 12 | Esra Gümüş         | S     | 2 ottobre 1982   | Turchia              |
| 13 | Mirka Francia      | S     | 14 febbraio 1975 | Italia               |
| 14 | Seray Altay        | S/S   | 28 agosto 1987   | Turchia              |
| 15 | Neşve Büyükbayram  | C     | 1º gennaio 1990  | Turchia              |
| 17 | Aysun Özbek        | C     | 18 marzo 1977    | Turchia              |
| 18 | Asuman Karakoyun   | P     | 16 luglio 1990   | Turchia              |

## Ereğli
| N° | Nome               | Ruolo | Data di nascita  | Nazionalità sportiva |
| -- | ------------------ | ----- | ---------------- | -------------------- |
| -  | Ahmet Onar         | All   | -                | Turchia              |
| 1  | Gizem Giraygil     | P     | 8 maggio 1986    | Turchia              |
| 2  | Tuğçe Hocaoğlu     | P     | 1º luglio 1988   | Turchia              |
| 3  | Selime Ilyasoǧlu   | S     | 18 novembre 1988 | Turchia              |
| 4  | Birgül Çetiner     | S/O   | 2 luglio 1992    | Turchia              |
| 5  | Pleumjit Thinkaow  | C     | 9 novembre 1983  | Thailandia           |
| 6  | Sevtun Doğar       | C     | 14 ottobre 1981  | Turchia              |
| 7  | Elif Ünal          | S     | 7 luglio 1985    | Turchia              |
| 8  | Çiğdem Kaplan      | S     | 8 giugno 1979    | Turchia              |
| 9  | Malika Kanthong    | S/O   | 8 gennaio 1987   | Thailandia           |
| 10 | Wilavan Apinyapong | S     | 6 giugno 1984    | Thailandia           |
| 11 | Tülin Altıntaş     | C     | 9 agosto 1982    | Turchia              |
| 12 | Kübra Kaya         | C     | 4 febbraio 1993  | Turchia              |
| 18 | Mediha Zenger      | L     | 18 gennaio 1983  | Turchia              |

## Fenerbahçe
| N° | Nome              | Ruolo | Data di nascita  | Nazionalità sportiva |
| -- | ----------------- | ----- | ---------------- | -------------------- |
| -  | Jan de Brandt     | All   | 20 gennaio 1959  | Belgio               |
| 1  | İpek Soroğlu      | C     | 12 marzo 1985    | Turchia              |
| 3  | Nihan Yeldan      | L     | 7 febbraio 1982  | Turchia              |
| 4  | Songül Dikmen     | L     | 8 maggio 1981    | Turchia              |
| 6  | Frauke Dirickx    | P     | 3 gennaio 1980   | Belgio               |
| 8  | Alice Blom        | S     | 7 aprile 1980    | Paesi Bassi          |
| 9  | Seda Tokatlıoğlu  | S/O   | 25 giugno 1986   | Turchia              |
| 10 | Cemre Erol        | S     | 18 maggio 1992   | Turchia              |
| 11 | Ekaterina Gamova  | S/O   | 17 ottobre 1980  | Russia               |
| 12 | Çiğdem Can        | C     | 5 luglio 1976    | Turchia              |
| 13 | Nataša Osmokrović | S     | 27 maggio 1976   | Croazia              |
| 14 | Eda Erdem         | C     | 22 febbraio 1987 | Turchia              |
| 17 | Naz Aydemir       | P     | 16 agosto 1990   | Turchia              |
| 18 | Merve Tanıl       | P     | 22 febbraio 1990 | Turchia              |

## Galatasaray
| N° | Nome              | Ruolo | Data di nascita   | Nazionalità sportiva |
| -- | ----------------- | ----- | ----------------- | -------------------- |
| -  | Gökhan Edman      | All   | -                 | Turchia              |
| 1  | Serpil Dönmez     | P     | 22 aprile 1984    | Turchia              |
| 3  | Ivana Ðerisilo    | S/O   | 8 agosto 1983     | Serbia               |
| 4  | Özlem İşseven     | C     | 1º gennaio 1972   | Turchia              |
| 5  | Nataša Krsmanović | C     | 19 giugno 1985    | Serbia               |
| 6  | Valeska Menezes   | C/S   | 23 aprile 1976    | Brasile              |
| 7  | Elif Ağca         | P     | 10 febbraio 1984  | Turchia              |
| 8  | Ayça İhtiyaroğlu  | L     | 13 agosto 1984    | Turchia              |
| 9  | Deniz Hakyemez    | S     | 3 febbraio 1983   | Turchia              |
| 10 | Neslihan Keskin   | S     | 17 settembre 1980 | Turchia              |
| 12 | Gözde Dal         | C     | 23 marzo 1988     | Turchia              |
| 14 | Dilara Bilge      | S/O   | 20 agosto 1990    | Turchia              |
| 15 | Bahanur Şahin     | L     | 6 marzo 1991      | Turchia              |
| 17 | Ebru Elhan        | S     | 14 febbraio 1982  | Turchia              |
| 18 | Burcu Bircan      | S     | 14 giugno 1988    | Turchia              |

## İlbank
| N° | Nome              | Ruolo | Data di nascita  | Nazionalità sportiva |
| -- | ----------------- | ----- | ---------------- | -------------------- |
| -  | Burhan Canbolat   | All   | -                | Turchia              |
| 3  | Sinem Erdoğan     | C     | 25 febbraio 1986 | Turchia              |
| 4  | Elif Uzun         | S     | 1º aprile 1991   | Turchia              |
| 5  | Tuğçe Atıcı       | P     | 27 marzo 1989    | Turchia              |
| 6  | Selin Toy         | C     | 13 luglio 1993   | Turchia              |
| 8  | Cansu Çetin       | S     | 23 maggio 1993   | Turchia              |
| 9  | Ebru Ceylan       | S     | 26 maggio 1987   | Turchia              |
| 10 | Seval Yılmaz      | L     | 27 gennaio 1991  | Turchia              |
| 11 | Ezgi Dağdelenler  | S     | 3 novembre 1993  | Turchia              |
| 13 | Meryem Boz        | S/O   | 3 febbraio 1988  | Turchia              |
| 14 | Alessya Safronova | C     | 10 febbraio 1986 | Kazakistan           |
| 17 | Derya Karabulut   | P     | - 1984           | Turchia              |
| 18 | Aneta Germanova   | S     | 3 gennaio 1975   | Bulgaria             |

## Karşıyaka
| N° | Nome               | Ruolo | Data di nascita   | Nazionalità sportiva |
| -- | ------------------ | ----- | ----------------- | -------------------- |
| -  | Abdullah İmren     | All   | -                 | Turchia              |
| 1  | Tuba Kepenek       | P     | 30 giugno 1973    | Turchia              |
| 2  | Rabia Eroğlu       | C     | 5 febbraio 1990   | Turchia              |
| 3  | Kara Uhl           | S     | 19 febbraio 1986  | Stati Uniti          |
| 4  | Hande Şahbaz       | S/O   | 26 luglio 1992    | Turchia              |
| 7  | Tuğba Toprak       | C     | 20 giugno 1985    | Turchia              |
| 9  | Emel Kaplan        | C     | 6 gennaio 1983    | Turchia              |
| 10 | Aslı Köprülü       | S     | 28 marzo 1986     | Turchia              |
| 11 | Şükran Akar        | L     | 22 settembre 1976 | Turchia              |
| 12 | Gizem Öcal         | S     | 3 settembre 1992  | Turchia              |
| 13 | Merve Çarkçı       | P     | 23 giugno 1986    | Turchia              |
| 14 | Gamze Korkmaz      | L     | 7 settembre 1990  | Turchia              |
| 18 | Natal'ja Korobkova | S/O   | 7 aprile 1985     | Russia               |

## Nilüfer
| N° | Nome             | Ruolo | Data di nascita  | Nazionalità sportiva |
| -- | ---------------- | ----- | ---------------- | -------------------- |
| -  | Şahin Çatma      | All   | -                | Turchia              |
| 1  | Gizem Örge       | L     | 26 aprile 1993   | Turchia              |
| 2  | Nihal Çalışkan   | P     | - 1985           | Turchia              |
| 3  | Birgül Güler     | S     | 22 maggio 1990   | Turchia              |
| 4  | Hülya Örencik    | L     | - 1984           | Turchia              |
| 6  | Sonja Simanić    | S     | 22 agosto 1983   | Serbia               |
| 7  | Neslişah Durgun  | C     | - 1993           | Turchia              |
| 8  | Gamze Gülcan     | C     | - 1983           | Turchia              |
| 10 | Elif Onur        | S     | 20 dicembre 1989 | Turchia              |
| 14 | Ergül Avcı       | C     | 24 luglio 1987   | Turchia              |
| 15 | Biljana Simanić  | S/O   | 18 febbraio 1985 | Serbia               |
| 16 | Elif Gülbayrak   | S/O   | - 1988           | Turchia              |
| 18 | Zülfiye Gündoğdu | P     | 30 dicembre 1982 | Turchia              |

## VakıfBank
| N° | Nome               | Ruolo | Data di nascita  | Nazionalità sportiva |
| -- | ------------------ | ----- | ---------------- | -------------------- |
| -  | Giovanni Guidetti  | All   | 20 novembre 1972 | Italia               |
| 1  | Duygu Bal          | C     | 25 marzo 1987    | Turchia              |
| 2  | Gözde Kırdar       | S     | 26 giugno 1985   | Turchia              |
| 3  | Gizem Güreşen      | L     | 14 gennaio 1987  | Turchia              |
| 4  | Tuğçe Ergenç       | S     | 23 luglio 1991   | Turchia              |
| 5  | Kinga Maculewicz   | C     | 27 maggio 1978   | Francia              |
| 6  | Polen Uslupehlivan | S/O   | 27 agosto 1990   | Turchia              |
| 7  | Arzu Göllü         | P     | 30 gennaio 1969  | Turchia              |
| 9  | Özge Kırdar        | P     | 26 giugno 1985   | Turchia              |
| 10 | Güldeniz Önal      | S     | 25 marzo 1986    | Turchia              |
| 11 | Bahar Toksoy       | C     | 6 febbraio 1988  | Turchia              |
| 12 | Jelena Nikolić     | S     | 13 aprile 1982   | Serbia               |
| 13 | Serpil Ersari      | L     | 28 febbraio 1990 | Turchia              |
| 16 | Debby Stam         | S     | 24 luglio 1984   | Paesi Bassi          |
| 17 | Neslihan Demir     | S/O   | 9 dicembre 1983  | Turchia              |
| 18 | Maja Poljak        | C     | 2 maggio 1983    | Croazia              |

## Yeşilyurt
| N° | Nome                 | Ruolo | Data di nascita   | Nazionalità sportiva |
| -- | -------------------- | ----- | ----------------- | -------------------- |
| -  | Reşat Yazıcıoğulları | All   | -                 | Turchia              |
| 1  | Lidiya Maksimenko    | S     | 19 marzo 1981     | Azerbaigian          |
| 2  | Cansu Yıldız         | S     | 12 luglio 1991    | Turchia              |
| 3  | Dilara Dağyar        | C     | 7 febbraio 1990   | Turchia              |
| 4  | Merve Dalbeler       | L     | 27 giugno 1987    | Turchia              |
| 6  | Özge Yurtdagülen     | C     | 6 agosto 1993     | Turchia              |
| 8  | Ülkü Genç            | S     | 1º gennaio 1990   | Turchia              |
| 9  | Derya Çayırgan       | L     | 9 ottobre 1987    | Turchia              |
| 10 | Oya Yıldızhan        | P     | 1º gennaio 1993   | Turchia              |
| 12 | Aslıhan Atıkır       | C     | 15 ottobre 1984   | Turchia              |
| 13 | Derya Akçora         | S     | 2 dicembre 1991   | Turchia              |
| 14 | Gözde Yılmaz         | S/O   | 9 settembre 1991  | Turchia              |
| 15 | Dar'ja Chmil         | P     | 13 settembre 1983 | Ucraina              |
| 18 | Nihal Yeşil          | C     | 9 marzo 1990      | Turchia              |